# Asistencia cubana al Frente Sandinista de Liberación Nacional

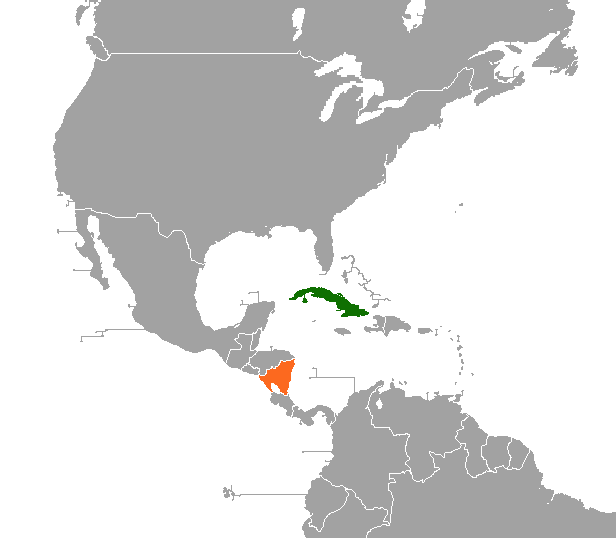
Cuba y Nicaragua.

La asistencia cubana al Frente Sandinista de Liberación Nacional se dio antes y después de la Revolución Sandinista. Esto fue impulsado por sus ideologías marxistas compartidas y su resistencia a las políticas del gobierno federal de los Estados Unidos.

## Prerrevolución
A partir de 1967, la Dirección de Inteligencia Cubana (G2) había comenzado a establecer vínculos con varias organizaciones revolucionarias nicaragüenses. En 1970, el G2 había logrado capacitar a cientos de líderes guerrilleros sandinistas y tenía una fuerte influencia sobre la organización. En 1969, el G2 había financiado y organizado una operación para liberar al líder sandinista encarcelado Carlos Fonseca de su prisión en Costa Rica. Fonseca fue recapturado poco después de la fuga de la cárcel, pero después de que el Frente Sandinista de Liberación Nacional secuestrara un avión que transportaba a ejecutivos de la United Fruit Company, fue nuevamente liberado y se le permitió viajar a Cuba. El G2 también colaboró con el Frente Sandinista de Liberación Nacional en el fallido intento de asesinato de Turner B. Shelton, el embajador de Estados Unidos en Managua y amigo cercano de la familia Somoza.
En 1978 Antonio de la Guardia aterrizó en Nicaragua para llevar armas al Frente Sur del Frente Sandinista de Liberación Nacional que dirigía Edén Pastora. El jefe del G2, Manuel Piñeiro, comentó que "de todos los países de América Latina el trabajo más activo que estamos realizando es en Nicaragua".
Después del exitoso derrocamiento de la dictadura de Anastasio Somoza Debayle, la participación de la Dirección de Inteligencia Cubana en el nuevo gobierno sandinista se expandió rápidamente. Un primer indicio del papel central que desempeñaría el G2 en la relación cubano-nicaragüense fue una reunión en La Habana el 27 de julio de 1979, en la que se restablecieron las relaciones diplomáticas entre los dos países después de más de 25 años. Julián López Díaz, destacado agente del G2, fue nombrado embajador de Cuba en Nicaragua. Asesores militares cubanos y del G2, inicialmente contratados durante la insurgencia sandinista aumentaría a más de 2.500 y operaría con todos los niveles del nuevo gobierno de Nicaragua.

## Posrevolución
Los primeros años de la Revolución Sandinista estuvieron fuertemente influenciados por Cuba. Los dirigentes sandinistas reconocieron que el Frente Sandinista de Liberación Nacional tenía una gran deuda con Cuba. La relación fue posible gracias al compromiso de Cuba con la estrategia de guerra de guerrillas revolucionaria. Una vez que los sandinistas asumieron el poder, Cuba envió personal militar que tomó el control de los servicios de inteligencia y seguridad militar de Nicaragua, la ayuda cubana llegó en forma de subvenciones y préstamos incondicionales. Algunos miembros del personal cubano fueron acusados de abusos, incluido un incidente en el que un asesor cubano mató a 2 civiles en Nueva Guinea después de que uno de ellos derramara cerveza sobre su uniforme. En 1980 Cuba envió 50 millones de dólares en ayuda a Nicaragua. El Ministerio del Interior de Nicaragua contaba con un aparato de inteligencia humana y un cuerpo de élite; las Tropas Pablo Úbeda, bajo la supervisión de asesores de Cuba y la Unión Soviética en la formación de agentes nicaragüenses.